# Ronde van Polen 2023
De 80e editie van de wielerwedstrijd Ronde van Polen vond in 2023 plaats van 29 juli tot en met 4 augustus. De start vond plaats in Poznań en de finish was in Krakau. De ronde maakte deel uit van de UCI World Tour 2023. Titelhouder was de Brit Ethan Hayter; hij werd opgevolgd door de Sloveen Matej Mohorič.

## Deelnemende ploegen
Naast de achttien World Tour teams namen vijf Pro Continentale teams en een nationale selectie deel. Elk team nam met zeven renners deel, wat het totaal aantal deelnemers op 168 bracht.

## Etappeoverzicht
| etappe | datum      | start     | finish         | afstand  | type                | winnaar             | Leider        |
| ------ | ---------- | --------- | -------------- | -------- | ------------------- | ------------------- | ------------- |
| 1      | 29 juli    | Poznań    | Poznań         | 183,7 km | Vlakke rit          | Tim Merlier         | Tim Merlier   |
| 2      | 30 juli    | Leszno    | Karpacz        | 202,9 km | Vlakke rit          | Matej Mohorič       | Matej Mohorič |
| 3      | 31 juli    | Wałbrzych | Duszniki-Zdrój | 163,3 km | Heuvelrit           | Rafał Majka         | Matej Mohorič |
| 4      | 1 augustus | Strzelin  | Opole          | 198,6 km | Vlakke rit          | Olav Kooij          | Matej Mohorič |
| 5      | 2 augustus | Pszczyna  | Bielsko-Biała  | 198,8 km | Heuvelrit           | Marijn van den Berg | Matej Mohorič |
| 6      | 3 augustus | Katowice  | Katowice       | 16,6 km  | Individuele tijdrit | Mattia Cattaneo     | Matej Mohorič |
| 7      | 4 augustus | Zabrze    | Krakau         | 166,6 km | Heuvelrit           | Tim Merlier         | Matej Mohorič |

## Klassementenverloop
| Etappe       | Winnaar             | Algemeen klassement · | Puntenklassement · | Bergklassement · | Strijdlustklassement · | Ploegenklassement |
| ------------ | ------------------- | --------------------- | ------------------ | ---------------- | ---------------------- | ----------------- |
| 1            | Tim Merlier         | Tim Merlier           | Tim Merlier        | Norbert Banaszek | Patryk Stosz           | Team Jumbo-Visma  |
| 2            | Matej Mohorič       | Matej Mohorič         | Matej Mohorič      | Lucas Hamilton   | Patryk Stosz           | UAE Team Emirates |
| 3            | Rafał Majka         | Matej Mohorič         | Matej Mohorič      | Jacopo Mosca     | Patryk Stosz           | UAE Team Emirates |
| 4            | Olav Kooij          | Matej Mohorič         | Matej Mohorič      | Jacopo Mosca     | Patryk Stosz           | UAE Team Emirates |
| 5            | Marijn van den Berg | Matej Mohorič         | Matej Mohorič      | Markus Hoelgaard | Patryk Stosz           | UAE Team Emirates |
| 6            | Mattia Cattaneo     | Matej Mohorič         | Matej Mohorič      | Markus Hoelgaard | Patryk Stosz           | UAE Team Emirates |
| 7            | Tim Merlier         | Matej Mohorič         | Matej Mohorič      | Markus Hoelgaard | Patryk Stosz           | UAE Team Emirates |
| 0Eindstanden | 0Eindstanden        | Matej Mohorič         | Matej Mohorič      | Markus Hoelgaard | Patryk Stosz           | UAE Team Emirates |

Mannen: 1928 · 
1929 · 
1930-1932 · 
1933 · 
1934-1936 · 
1937 · 
1938 · 
1939 · 
1940-1946 · 
1947 · 
1948 · 
1949 · 
1950-1951 · 
1952 · 
1953 · 
1954 · 
1955 · 
1956 · 
1957 · 
1958 · 
1959 · 
1960 · 
1961 · 
1962 · 
1963 · 
1964 · 
1965 · 
1966 · 
1967 · 
1968 · 
1969 · 
1970 · 
1971 · 
1972 · 
1973 · 
1974 · 
1975 · 
1976 · 
1977 · 
1978 · 
1979 · 
1980 · 
1981 · 
1982 · 
1983 · 
1984 · 
1985 · 
1986 · 
1987 · 
1988 · 
1989 · 
1990 · 
1991 · 
1992 · 
1993 · 
1994 · 
1995 · 
1996 · 
1997 · 
1998 · 
1999 · 
2000 · 
2001 · 
2002 · 
2003 · 
2004 · 
2005 · 
2006 · 
2007 · 
2008 · 
2009 ·
2010 ·
2011 ·
2012 ·
2013 ·
2014 ·
2015 ·
2016 ·
2017 ·
2018 ·
2019 ·
2020 · 2021 · 2022 · 2023 · 2024 · 2025
Vrouwen: 1998 · 1999 · 2000 · 2001 · 2002 · 2003 · 2004 · 2005 · 2006 · 2007 · 2008 · 2009-2015 · 2016 · 2017-2023 · 2024 · 2025
Tour Down Under ·
Great Ocean Road Race ·
Ronde van de Verenigde Arabische Emiraten ·
Omloop Het Nieuwsblad ·
Strade Bianche ·
Parijs-Nice · 
Tirreno-Adriatico · 
Milaan-San Remo ·
Ronde van Catalonië ·
Classic Brugge-De Panne ·
E3 Saxo Bank Classic ·
Gent-Wevelgem ·
Dwars door Vlaanderen ·
Ronde van Vlaanderen ·
Ronde van het Baskenland ·
Parijs-Roubaix ·
Amstel Gold Race ·
Waalse Pijl ·
Luik-Bastenaken-Luik ·
Ronde van Romandië ·
Eschborn-Frankfurt ·
Ronde van Italië ·
Critérium du Dauphiné ·
Ronde van Zwitserland ·
Ronde van Frankrijk ·
Clásica San Sebastián ·
Ronde van Polen ·
BEMER Cyclassics ·
Renewi Tour ·
Ronde van Spanje ·
Bretagne Classic ·
GP van Quebec ·
GP van Montréal ·
Ronde van Lombardije ·
Ronde van Guangxi